# Teatro Kapital

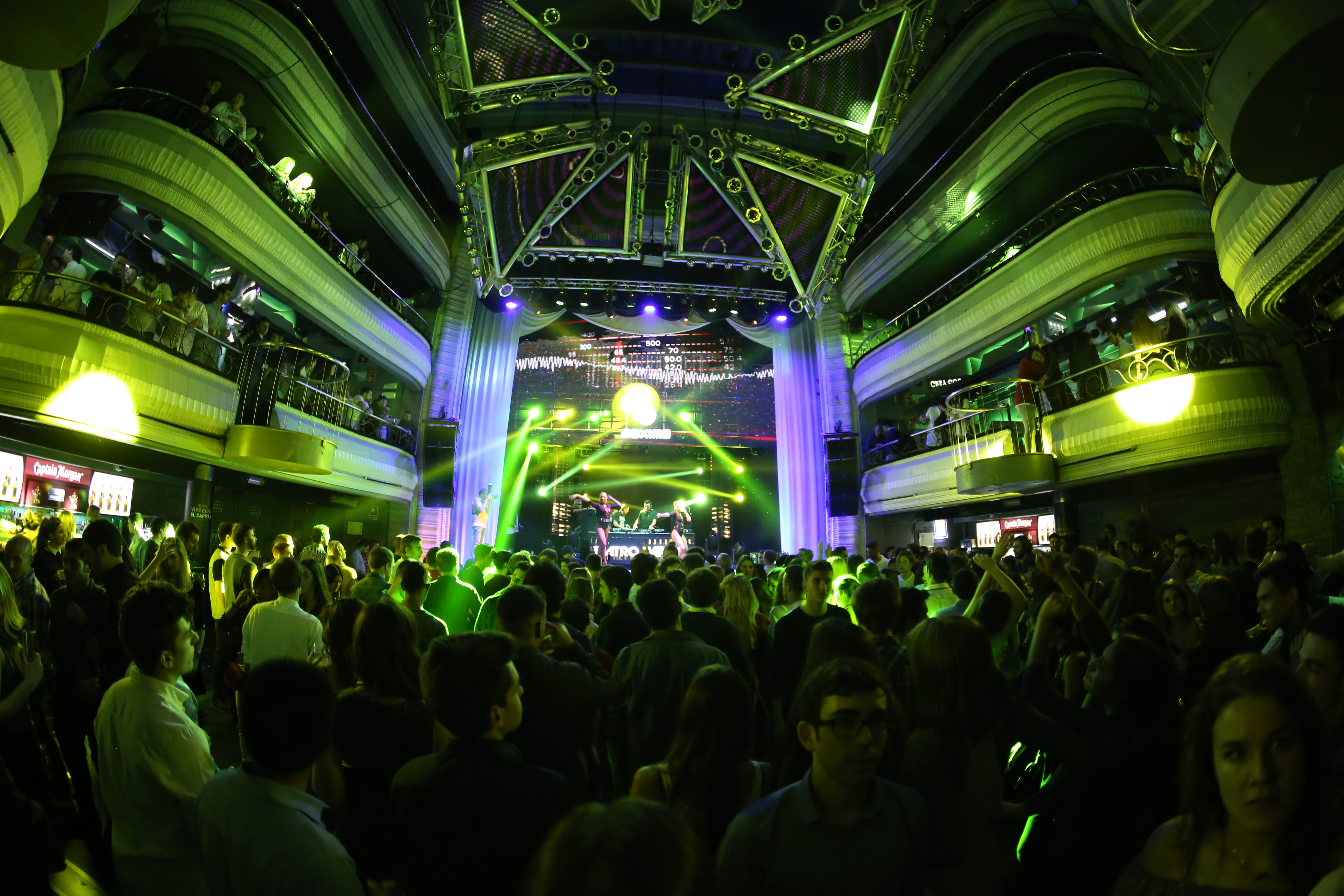
Interior de Teatro Kapital durante Club Invasion, de Máxima FM.

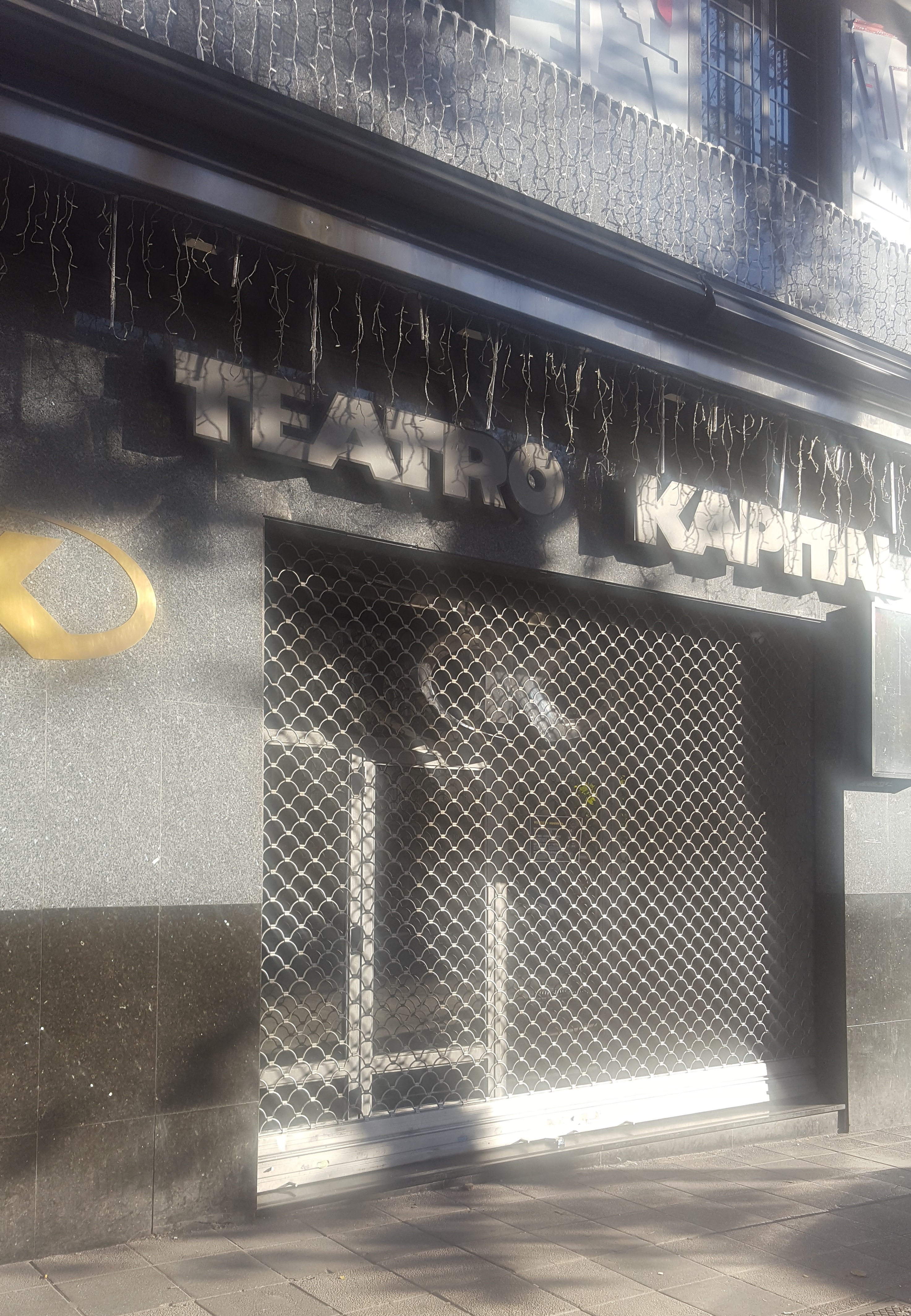
Entrada del local en 2016

Teatro Kapital es una discoteca situada en la ciudad española de Madrid.

## Historia
Ubicada en el inmueble de la calle Atocha de la capital en el que hasta la década de 1970 albergó el Cine San Carlos. La discoteca abrió sus puertas en 1983, con el nombre de Titánic a impulso del empresario José Román López Paredes.
Debido a su enorme capacidad, pronto se convirtió en uno de los lugares de ocio más destacados, con una afluencia de público fundamentalmente juvenil y procedente de barrios obreros en torno a 10.000 personas un fin de semana. A lo largo de los años, saltó a los medios de comunicación en un par de ocasiones por noticias luctuosas. En abril de 1990 un joven fue apuñalado en la discoteca. En enero de 1993 un estudiante denunció a los vigilantes de seguridad del local por una supuesta paliza.
En 1994 cambió su nombre por el actual de Teatro Kapital. Se acabó la fiesta organizó una fiesta en la discoteca para celebrar su entrada en el Parlamento Europeo, a la que asistió El Pequeño Nicolás.

## Características
La discoteca se distribuye en siete plantas, la última de ellas terraza al aire libre. Además es habitual que albergue conciertos, como el Loreen Tour en 2012.

## Premios Kapital
Desde 2003 la empresa propietaria de la discoteca otorga los Premios Kapital a personalidades relevantes del mundo del espectáculo y la comunicación.